# نوربرت پیترز (مهندس)
نوربرت پیترز (انگلیسی: Norbert Peters; ۱۰ ژوئیهٔ ۱۹۴۲ – ۴ ژوئیهٔ ۲۰۱۵) دانشمند در زمینه احتراق و مهندسی هوافضا اهل اتریش بود.